# 兴洲行宫
兴洲行宫，位于中国河北省承德市滦平县大屯镇兴洲村。2001年2月7日，以兴州行宫之名公布为河北省文物保护单位，类型为古建筑。

## 历史
兴州行宫的历史年代为清代，具体建筑年代无法考证，是内务府皇庄庄头于氏家族的住宅。历史上康熙二十八年（1689年）、三十一年（1692年），康熙帝两次路过并驻骅兴洲，或认为第二次驻骅之处即兴洲庄头住宅。当地传说中，康熙帝与当地大户人家的于姓姑娘一见钟情。于姑娘在一夜恩宠后，成为于娘娘。但康熙帝离开时并未带她回宫。于娘娘在当地守节老死。乾隆四十九年（1789年），乾隆帝下诏为于娘娘建贞节牌坊:39。
民间传说将此处建筑视为康熙帝行宫，相关报道亦称之为“古北口外唯一幸存的清代早期行宫”，但无文献表明建筑是清朝政府为皇帝修建、改建的行宫。认为建筑为康熙帝临时驻骅之处的研究者，称为“早期”行宫:42。